# Cryphia debilis
Cryphia debilis là một loài bướm đêm trong họ Noctuidae.